# Напръстник (шиене)
Напръстникът е приспособление, наподобаващо малка чаша, носено на пръста като защита от убождане от игла при шиене на ръка. Обикновено напръстниците се използват от шивачите. Те се появяват още в древността, по-специално в Египет и Китай. С появата на шевните машини тяхната употреба почти изчезва и днес към тях интерес проявяват по-скоро колекционери.
Въпреки че има изолирани случаи, когато напръстниците са изработени от сребро или злато и дори украсени със скъпоценни камъни, в повечето случаи материалът за тяхната направа е месинг. Срещат се и такива изработени от кожа, пластмаса или порцелан, но много по-рядко.